# Patrick Moore (ekolog)
Patrick Moore, född 1947, är en kanadensisk ekolog och tidigare miljöaktivist som var en av de tidiga aktivisterna inom Greenpeace (1971–1986), men som senare har intagit mycket annorlunda ståndpunkter än organisationen. Moore och Greenpeace har olika bild av huruvida Moore är en av medgrundarna av organisationen eller inte. Fram till oktober 2005 räknade dock Greenpeace själva Patrick Moore bland Greenpeace' grundare, att döma av deras egen hemsida.
Moore förespråkar kärnkraftverk före andra energikällor eftersom han inte var nöjd med riktningen som Greenpeace tog. Han menar att miljörörelsen sedan mitten av 1980-talet lämnat vetenskap och logik till förmån för känslor och sensationalism.